# Stogi (Gdańsk)
Stogi (dawniej Sianki, Heibudy, niem. Heubude, Heybude, Heibuden, kaszub. Bùdë) – dzielnica administracyjna Gdańska, we wschodniej części miasta, położona na Wyspie Portowej, z letnim kąpieliskiem morskim.

## Położenie
Dzielnica znajduje się na Wyspie Portowej. Część mieszkaniowa otoczona jest od północy i wschodu Lasem Miejskim. Od północnego zachodu otaczają ją Sączki – łąki pasa nadmorskiego. Od południa ogranicza je Martwa Wisła, a na północy Zatoka Gdańska i pas wydm.
Na terenie Stogów znajduje się jedno z gdańskich jezior – Pusty Staw.
Na terenie dzielnicy zorganizowano letnie kąpielisko morskie Gdańsk Stogi – obejmujące 400 m linii brzegowej na wysokości wejścia na plażę nr 26.

## Położenie administracyjne
Stogi są największą dzielnicą administracyjną Wyspy Portowej. Należą do okręgu historycznego Port. Graniczą z dwoma dzielnicami administracyjnymi, od wschodu z Krakowcem-Górkami Zachodnimi, od zachodu z Przeróbką.
Do roku 2011 Stogi tworzyły wraz z Przeróbką dzielnicę Stogi z Przeróbką.
Stogi posiadają własną radę dzielnicy.

## Historia
Dawne nazwy: Heibuden (1626), Heybude (1730), Heubude (1780, 1938), Hejbudy (1938), Sianki (1945).
Wieś należąca do Mierzei Wiślanej terytorium miasta Gdańska położona była w drugiej połowie XVI wieku w województwie pomorskim.
Niegdyś była to wieś rolniczo-rybacka. Stała się popularnym miejscem wypoczynku po utworzeniu bezpośredniego połączenia z Gdańskiem, za pomocą Mostu Siennickiego (otwartego 8 czerwca 1912). W roku 1914 tereny Stogów zostały włączone w granice administracyjne Gdańska. W latach 1925–1927 została zbudowana w pełni dwutorowa trasa tramwaju o wysokiej przepustowości z centrum miasta na Stogi, zakończona pętlą w pobliżu plaży. W roku 1927 osiedle zostało połączone tą linią z centrum miasta i z pobliską plażą.
Na terenie dzielnicy nad Martwą Wisłą znajdowała się „Stocznia Jachtowa im. Józefa Conrada Korzeniowskiego”.

## Transport i komunikacja

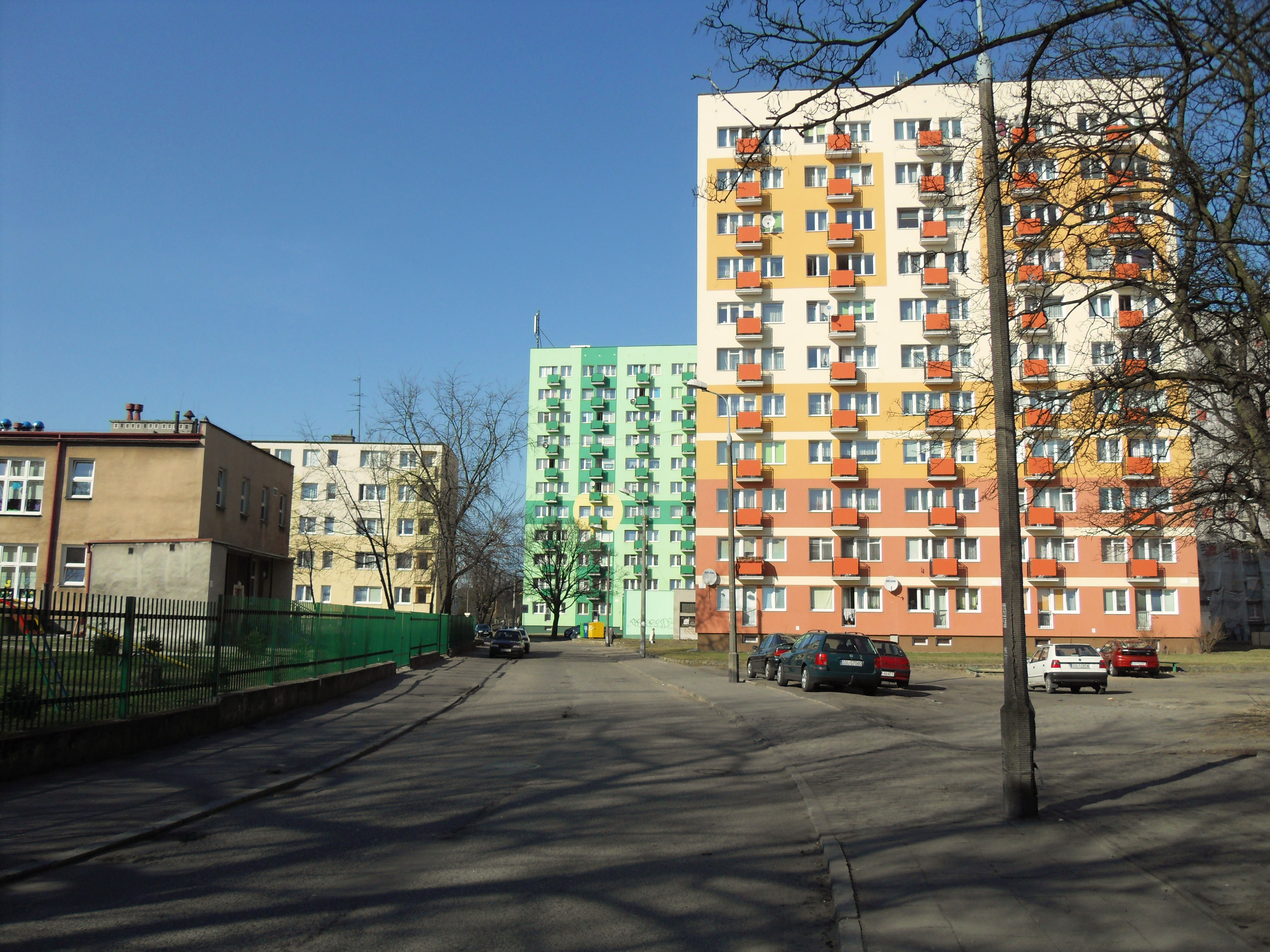
Stogi

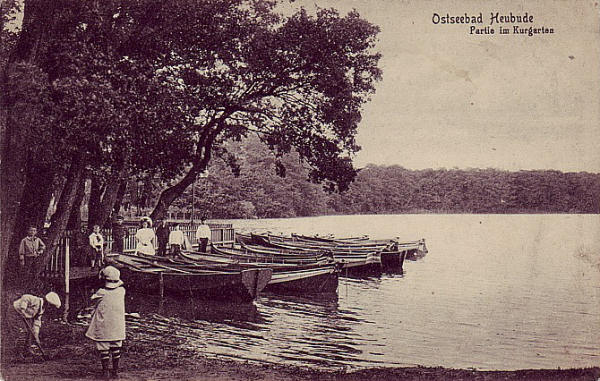
Stogi – Pusty Staw, ok. 1900

Połączenie z centrum Gdańska umożliwia linia tramwajowa ze Śródmieścia posiadająca na terenie dzielnicy dwie pętle, docierają do nich tramwaje, a także autobusy miejskie. Połączenia drogowe ze stałym lądem to Trasa Sucharskiego oraz, przez Przeróbkę, Most Siennicki.
Położona na obszarze dzielnicy ulica Tamka (dawniej Dammstrasse) to fragment najstarszego traktu przez Mierzeję Wiślaną, biegnącego wzdłuż Wisły w kierunku wschodnim.
Ulica Stryjewskiego – główny trakt komunikacyjny dzielnicy – została wyremontowana w latach 2018–2020.

## Obiekty
- Kościół parafialny Parafii rzymskokatolickiej Świętej Rodziny
- Port Północny
- Stocznia Jachtowa „Conrad”
- Terminal kontenerowy Baltic Hub
- Przystań żeglarska „Tamka”
- Przystanek gdańskiego tramwaju wodnego „Tamka”
- Gdańska Wyższa Szkoła Administracji
- Szkoła Podstawowa nr 11
- Szkoła Podstawowa nr 72
- basen kryty, oddany do użytku 29.01.2018, w październiku 2018 skorzystało z niego 6636 osób[10].
- Pętle tramwajowo-autobusowe Stogi (dawniej Stogi Pasanil), Stogi Plaża oraz nieobsługiwana Pętla Stogi Zimna.
- Plaża naturystyczna
- Komisariat Policji VII (zlikwidowany w związku z włączeniem w struktury Komisariatu II od 15.11.2017)
- 25 Bateria Artylerii Stałej
- pozostałości pruskich umocnień – baterie Zatokowa, Leśna i Wydmowa

## Rada Dzielnicy
Do 1 czerwca 2014 jako Rada Osiedla.
Rada wybrana 24 marca 2019 została rozwiązana uchwałą Rady Miasta Gdańska w styczniu 2022. Kolejna Rada została wybrana 22 maja tego samego roku. Wybory zarządzone na 13 października 2024 w dzielnicy nie odbyły się. Kolejne wybory do Rady tej Dzielnicy odbyły się 9 lutego 2025.

### Przewodniczący Zarządu Dzielnicy
- Sabina Mirska (2022–2024 i do 2025)[23]
- Janusz Łapszo (2019–2022)
- Magdalena Wiszniewska (kadencje 2011–2015 i 2015–2019)[24][25]

### Przewodniczący Rady Dzielnicy
- Anna Brzyska-Wyłoga (od 2025)
- Beata Grochowska (2023–2024)[26]
- Paulina Nowak (2022–2023)[27]
- Sławomir Szczygielski (2019–2022)
- Hanna Krzak (2015–2019)
- Sabina Mirska (2011–2015)